# Fier et fou de vous
Singles de William Sheller
J'me gênerais pas pour dire que j't'aime encore
(1978) Oh! J'cours tout seul
(1979)
Fier et fou de vous est une chanson écrite, composée et interprétée par William Sheller de 1978.

## Historique
Cette chanson, qui parle d'un « brave type qui ne comprend pas grand-chose à ce qui lui arrive », que l'auteur dit avoir écrit très facilement en cinq minutes, est sortie d'abord en 45 tours, dont les arrangements ont été faits par William Sheller, qui en a également assuré la direction musicale avec la complicité d'Alain Suzan, en 1978.
Fier et fou de vous obtient un certain succès au hit-parade (le single s'est vendu à plus de 24 000 exemplaires entre le 19 février au 11 mars 1979) et le titre fut repris pour l'album Nicolas deux ans plus tard. La version de l'album, plus dynamique, est raccourcie de douze secondes.

## Classement
| Classement (1979) | Meilleure position |
| ----------------- | ------------------ |
| France (SNEP)     | 28                 |